# Lothar Sauer
Lothar Sauer (* 10. September 1930 in Essen; † 6. März 2018 in Betzdorf) war ein deutscher Autor, Übersetzer und Fotograf.

## Biografie
Lothar Sauer wuchs als ältestes von drei Kindern in Essen auf; der Biochemiker und Naturfotograf Frieder Sauer war sein jüngerer Bruder. Durch den Krieg wurde die Familie nach Betzdorf an der Sieg verschlagen. Nachdem Sauer schon in jungen Jahren intensiv gelesen hatte, begann er mit 15 Jahren Gedichte zu schreiben. Weitere Bildungserlebnisse waren Schopenhauer und Freud. Sein erstes Werk „Die Chronik des Staates Neulati“ schrieb Sauer mit 23 Jahren in Tübingen; dafür fand sich aber erst 1960 ein Verlag. Ab 1962 befasste er sich mit Geister- und Gespenstergeschichten, was zu seinen bekanntesten Werken führte, die vom Herder Verlag zwischen 1970 und 1978 in vier Anthologien herausgegeben wurden.
Ab 1980 unternahm Lothar Sauer zahlreiche Reisen, über die er bei Dia-Vortragsabenden berichtete. Als Übersetzer arbeitete Lothar Sauer vor allem mit französischen – und seltener auch englischen – Gedichten. Als Fotograf wurde er ab 1957 zunächst durch Schwarzweißaufnahmen in Jugendkalendern von Günter Stiff und ab 1964 in der Jugendzeitschrift der eisbrecher bekannt, bevor er 1980 auf farbige Reisefotografie umstieg.

## Werke (Auswahl)
- Die Chronik des Staates Neulati. Schmidt, 1960
- Die Geisterkogge. Herder, 1970
- Die Satansschüler. Herder, 1972
- Die Hexen-Esche. Herder, 1975
- Der Todesbote. Herder, 1978
- Der Mord auf der Wendeltreppe. Herder, 1979
- Der Sensenmann. Herder, 1980
- Todeszauber. Herder, 1986
- Jungenleben :  Fotos 1957–1985; Bildband, Edermünde : Achims Verl., 1999
- Jungenjahre : Fotos 1958–1984; Bildband, Edermünde : Achims Verl., 2000
- Jungenzeit : Fotos 1958–1986; Bildband, Edermünde : Achims Verl., 2001
- Die Geisterkogge. Kerle, 2006